# Masters de Montecarlo 2018
El Monte-Carlo Rolex Masters 2018 fue un torneo de tenis masculino que se jugó en abril de 2018 sobre Tierra batida. Fue la 112.ª edición del llamado Masters de Montecarlo, patrocinado por Rolex. Tuvo lugar en el Montecarlo Country Club de Roquebrune-Cap-Martin (Francia), cerca de Montecarlo (Mónaco).

## Puntos y premios en efectivo

### Distribución del Torneo
| Evento       | G    | F   | SF  | CF  | R16 | R32 | R56 | C  | C2 | C1 |
| Individuales | 1000 | 600 | 360 | 180 | 90  | 45  | 10  | 16 | 8  | 0  |
| Dobles       | 1000 | 600 | 360 | 180 | 90  | 0   | —   | —  | —  | —  |

### Premios en efectivo
| Evento       | G         | F         | SF        | CF        | R16      | R32      | R56      | C2     | C1     |
| Individuales | 935 385 € | 458 640 € | 230 830 € | 117 375 € | 60 945 € | 32 135 € | 17 350 € | 4000 € | 2040 € |
| Dobles       | 289 670 € | 141 820 € | 71 130 €  | 36 510 €  | 18 870 € | 9960 €   | —        | —      | —      |

## Cabezas de serie

### Individuales masculino
| N.º | Rank. | Tenista           | Puntos | Puntos por defender | Puntos ganados | Nuevos puntos | Ronda hasta la que avanzó en el torneo            |
| 1   | 1     | Rafael Nadal      | 8770   | 1000                | 1000           | 8770          | Campeón, venció a Kei Nishikori                   |
| 2   | 3     | Marin Čilić       | 4985   | 180                 | 180            | 4985          | Cuartos de final, perdió ante Kei Nishikori       |
| 3   | 4     | Alexander Zverev  | 4925   | 90                  | 360            | 5195          | Semifinales, perdió ante Kei Nishikori            |
| 4   | 5     | Grigor Dimitrov   | 4635   | 10                  | 360            | 4950          | Semifinales, perdió ante Rafael Nadal [1]         |
| 5   | 7     | Dominic Thiem     | 3665   | 90                  | 180            | 3755          | Cuartos de final, perdió ante Rafael Nadal [1]    |
| 6   | 10    | David Goffin      | 3110   | 360                 | 180            | 2930          | Cuartos de final, perdió ante Grigor Dimitrov [4] |
| 7   | 11    | Lucas Pouille     | 2410   | 360                 | 10             | 2200          | Segunda ronda, perdió ante Mischa Zverev          |
| 8   | 12    | Pablo Carreño     | 2395   | 90                  | 0              | 2305          | Baja por lesión antes de la primera ronda.        |
| 9   | 13    | Novak Djokovic    | 2310   | 180                 | 90             | 2220          | Tercera ronda, perdió ante Dominic Thiem [5]      |
| 10  | 15    | Diego Schwartzman | 2220   | 180                 | 45             | 2130          | Segunda ronda, perdió ante Richard Gasquet        |
| 11  | 17    | Roberto Bautista  | 2175   | 45                  | 90             | 2175          | Tercera ronda, perdió ante David Goffin [6]       |
| 12  | 18    | Tomáš Berdych     | 2140   | 90                  | 10             | 2060          | Primera ronda, perdió ante Kei Nishikori          |
| 13  | 20    | Fabio Fognini     | 1840   | 10                  | 45             | 1840          | Segunda ronda, perdió ante Jan-Lennard Struff     |
| 14  | 22    | Miloš Raonić      | 1765   | 0                   | 90             | 1835          | Tercera ronda, se retiró ante Marin Čilić [2]     |
| 15  | 23    | Albert Ramos      | 1745   | 600                 | 45             | 1190          | Segunda ronda, perdió ante Philipp Kohlschreiber  |
| 16  | 25    | Adrian Mannarino  | 1655   | 90                  | 10             | 1585          | Primera ronda, perdió ante Gilles Simon [WC]      |

- Ranking del 9 de abril de 2018.[2]

#### Bajas
| Rank. | Tenista       | Puntos antes | Puntos por defender | Puntos ganados | Puntos después | Motivo         |
| ----- | ------------- | ------------ | ------------------- | -------------- | -------------- | -------------- |
| 12    | Pablo Carreño | 2395         | 90                  | 0              | 2305           | Lesión lumbar. |

### Dobles masculino
| Tenista                             | Ranking | Preclasificado |
| Łukasz Kubot Marcelo Melo           | 2       | 1              |
| Henri Kontinen John Peers           | 9       | 2              |
| Oliver Marach Mate Pavić            | 9       | 3              |
| Bob Bryan Mike Bryan                | 14      | 4              |
| Pierre-Hugues Herbert Nicolas Mahut | 22      | 5              |
| Jean-Julien Rojer Horia Tecău       | 23      | 6              |
| Jamie Murray Bruno Soares           | 29      | 7              |
| Ivan Dodig Rajeev Ram               | 37      | 8              |

## Campeones

### Individual masculino
Rafael Nadal venció a  Kei Nishikori por 6-3, 6-2

### Dobles masculino
Bob Bryan /  Mike Bryan vencieron a  Oliver Marach /  Mate Pavić por 7-6(7-5), 6-3